# Gonatodes eladioi
Espèce
Gonatodes eladioi est une espèce de geckos de la famille des Sphaerodactylidae.

## Répartition
Cette espèce est endémique de l'État du Pará au Brésil.

## Description
Ce gecko est insectivore et consomme la plupart des insectes et arthropodes de taille adaptée.

## Étymologie
Cette espèce est nommée en l'honneur de Eládio da Cruz Lima (1900-1943).

## Publication originale
- Do Nascimento, Avila-Pires & Da Cunha, 1987 : Os repteis da area de Carajas, Para, Brasil (Squamata). Boletim do Museu Paraense Emilio Goeldi Nova Serie Zoologia, vol. 3, n. 1, p. 33-65 (texte intégral).